# José Santos Guardiola
José Santos Guardiola Bustillo (nació el 1 de noviembre de 1816 en la localidad de San Antonio de Oriente, cercano a Tegucigalpa y falleció el 11 de enero de 1862) fue militar con el grado de General de Brigada y político hondureño. Fue el primer presidente de Honduras en no concluir su periodo presidencial por causa de muerte, ha sido el único asesinado en funciones.
Fue elegido en 1856 como Quinto Presidente Constitucional del Estado de Honduras y reelegido en 1859 para un Segundo término hasta 1862, año en que fue asesinado.

## Biografía

### Datos y familia
José Santos Guardiola Bustillo, nació el 1 de noviembre de 1816 en la localidad de San Antonio de Oriente, cercano a Tegucigalpa en el estado de Honduras. Sus padres fueron el catalán Juan Esteban Guardiola Amorós, oriundo de la ciudad de Villa-seca, y Viviana Bustillo originaria de Juticalpa y proveniente de la afortunada familia Bustillo, fue hermana de Felipe Bustillo. Guardiola Bustillo contrajo matrimonio con Ana Mateo Arbizú Flores señorita de la localidad minera de Yuscarán hija del minero y exalcalde Calixto Arbizú y la señora Santos Flores.
De su unión tuvo varios hijos: Gonzalo Guardiola (10 de enero de 1848 y fallecido 22 de marzo de 1903); Guadalupe Guardiola (8 de mayo de 1848 - 31 de mayo de 1944); Francisca Guardiola (3 de agosto de 1850 - 10 de abril de 1927); los gemelas Trinidad y Galatea Guardiola Arbizú nacidas el 31 de mayo de 1857 y María Genoveva de Jesús Guardiola Arbizú  (30 de junio de 1858-30 de diciembre de 1926), quien se convertiría en la primera dama de Cuba tras casarse con el prócer y presidente cubanoTomás Estrada Palma; Gumercinda Guardiola nacida el 22 de enero de 1850 quien falleció siendo bebe; y Guillermina Guardiola Arbizú nacida el 18 de mayo de 1861 y fallecería el 27 de febrero de 1944.

### Formación Militar
Un joven José Santos Guardiola sostuvo su primera participación bélica en Omoa contra los facciosos del "Partido serviles" que se habían apoderado de la Fortaleza de San Fernando de Omoa en 1831. Seguidamente, se graduó en las armas hondureñas en la Escuela Militar dirigida por el coronel colombiano Narciso Benítez, en el Cuartel San Francisco. De sus primeras y destacadas acciones militares se encuentran las participaciones en la Batalla del Espíritu Santo y de la Batalla de San Pedro Perulapán.

## Guerra de Malespín

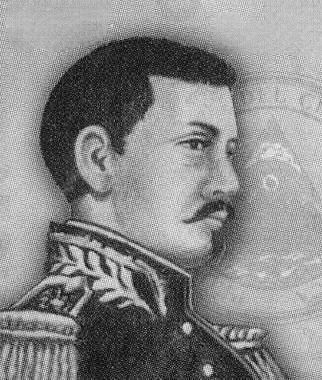
general y presidente de El Salvador, Francisco Malespín

El 25 de octubre de 1844, el general Francisco Malespín toma control personal del ejército salvadoreño y se dirige hacia Honduras, ahí logró unir fuerzas con el ejército hondureño bajo el mando de Guardiola. Su propósito es invadir Nicaragua y sitiar León, capital del gobierno liberal enfrentado con los conservadores de Granada. Malespín, un conservador convencido obtendrá el apoyo de estos.
El 26 de noviembre, los ejércitos combinados de El Salvador y Honduras autoproclamados "Ejército Protector de la Paz" bajo el mando supremo de Malespín y con Guardiola como segundo al mando inician el sitio de la ciudad. Emiliano Madriz, Supremo Director de Nicaragua en funciones pone bajo su mando las defensas de la ciudad leonesa que habrá de soporta 45 días de sitio.
Los atacantes estaban en una posición bien crítica y las tropas hondureñas deseaban retirarse, con dificultad Malespín les convenció para mantenerse en combate. En el ínterin, afloran las diferencias entre los nicaragüenses y los conservadores abandonan a los liberales de León y buscan apoyo en el jefe invasor. José Francisco del Montenegro y Juan Ruiz fueron los embajadores enviados por Granada y Rivas ante Malespín, con el resultado de la creación de un nuevo gobierno en Masaya a cargo de Silvestre Selva, que no tuvo el consentimiento de León bajo sitio.
Un cargamento de armas para los liberales leoneses, en un barco atracado en el puerto de El Realejo en el departamento de Chinandega, cae de manera fortuita en manos de los invasores. Entre el armamento capturado se encontraban 1000 mosquetes y 200 rifles, además de pólvora, plomo y pedernales. Con estas armas el Guardiola toma el control de las tropas e incendia la ciudad de León el 24 de enero de 1845 que fue ocupada con el posterior saqueo.

## Presidente del Estado de Honduras

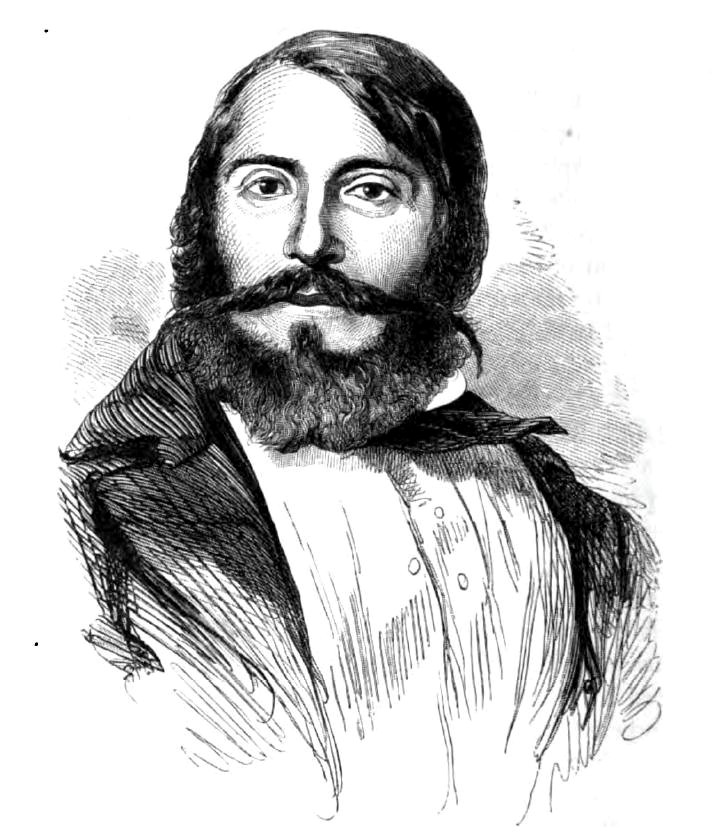
grabado de José Santo Guardiola en 1856

José Santos Guardiola inicia su gobierno el 17 de febrero de 1856 siendo electo y declarado presidente, luego del recuento de votos. En 1859 fue reelegido y gobernó un segundo periodo presidencial que no pudo concluir ya que fue asesinado el 11 de enero de 1862.
Obtuvo mediante el Tratado de Comayagua, el reconocimiento del Gobierno Británico a Honduras de las Islas de la Bahía y parte del territorio de Mosquitia, dejando a sus habitantes libertad de culto.

### Primer periodo del presidente Guardiola
Su primer periodo presidencial inicia el 17 de febrero de 1856 y concluye en 1959.

#### Gabinete de su gobierno
El primer gabinete de gobierno tomó posesión un 18 de febrero de 1856 y el segundo gabinete de gobierno del segundo periodo presidencial de Guardiola Bustillo, empezó en 1860.
| Gabinete de Gobierno              | Gabinete de Gobierno                                             | Gabinete de Gobierno |
| --------------------------------- | ---------------------------------------------------------------- | -------------------- |
| cargo                             | Nombre                                                           | Período              |
|                                   |                                                                  |                      |
| Vicepresidente                    | José María Lazo Guillén                                          | 1856-1860            |
| Vicepresidente                    | Victoriano Castellanos Cortés                                    | 1860-1864            |
| Ministro General del Gobierno     | Florencio Xatruch/Pedro Alvarado/Francisco de Aguilar (político) | 1856/1860-1864       |
| Ministro de Gobernación           | Crescencio Gómez Valladares                                      | 1856/1860-1864       |
| Ministro de Hacienda              | José María Rojas/Manuel Colíndres                                | 1856/1860-1864       |
| Ministro de Relaciones Exteriores | Francisco Medina/Paulino Nieto                                   | 1856/1860-1864       |
| Ministro de Guerra                | Francisco Ferrera/Julián Tercero                                 | 1856/1860-1864       |

#### Primer año de gobierno
Toma posesión el 17 de febrero de 1856, dio libertad de prensa, de esta forma también logra defenderse de los cargos que le hacía la oposición. Fundó el mismo el periódico que llamó “EL VIGILANTE”. Reabrió el Colegio Tridentino de Comayagua que clausuró el Obispo Hipólito Casiano Flores.
En junio de 1856 después de las elecciones nicaragüenses donde Patricio Rivas había salido ganador, Walker, se presentó ante el presidente y sostuvieron una fuerte discusión sobre el gobierno y dinero adeudado, resultando en la huida de Rivas hacia Chinandega. Guardiola expresa su voluntad de apoyar al gobierno de Patricio Rivas establecido en Chinandega contra el gobierno filibustero. Antes había recibido carta del presidente en disidencia José María Estrada solicitándole su apoyo. Celebra un Pacto con Guatemala y El Salvador a fin de enviar apoyo a Nicaragua en la Guerra contra los Filibusteros.

Compatriotas: El pueblo nicaragüense y su Gobierno, oprimido por sus despojadores, y víctimas de toda clase de vejaciones, imploran en su conflicto nuestra cooperación y ayuda; la causa que sostienen es también nuestra, no sólo por las simpatías que median entre ellos y nosotros, nacidas de la identidad del origen y de otras mil consideraciones, sino también porque una vez sometidos al yugo extranjero, no tardaremos nosotros en correr la misma suerte. José Santos Guardiola, 7 de julio de 1856.

El ejército de Walker estaba compuesto por mercenarios norteamericanos y cubanos, más nicaragüenses del bando democrático adeptos a Walker. El 3 de septiembre de 1856, tropas hondureñas al mando de Guardiola se enfrentan a fuerzas filibusteras y son derrotadas. La esclavitud en Nicaragua fue abolida en 1854, sin embargo el 22 de septiembre de 1856, Walker decreta la legalización de la esclavitud en el país para obtener más soldados y obtener recursos económicos y políticos, todo bajo el estereotipo de la sociedad secreta The Knights of the Golden Circle o "Los Caballeros del Círculo Dorado" una orden fraternal chauvinista que pretendía hacerse de los estados sureños de Estados Unidos, Cuba, México y Centroamérica, fomentando la esclavitud. A finales de 1856 Walker estaba siendo atacado por diversos frentes, comandados así: General José Joaquín Mora de Costa Rica, General José Víctor Zavala de Guatemala, General Florencio Xatruch de Honduras, General Ramón Belloso de El Salvador y General Tómas Martínez, General Máximo Jerez y General José Dolores Estrada de Nicaragua. El 14 de diciembre William Walker ordena al General Charles Frederick Henningsen que se destruya la ciudad de Granada.

#### Segundo año de gobierno
El 27 de febrero de 1857, un ejército de seiscientos hondureños al mando del General Florencio Xatruch parten a Nicaragua a contribuir con la expulsión del filibustero William Walker, derrotándolo en El Obraje (el actual Belén) y regresó a Honduras, una vez que aquel capituló en la fragata “Santa María” en San Juan del Sur.
El 17 de abril las tropas aliadas centroamericanas ocupan San Juan del Sur. El 1 de mayo de 1957, William Walker se rinde y el 5 de mayo abandona el territorio centroamericano en la corbeta St. Mary's y pasa a vivir en Nueva Orleans.
El obispo Flores fallece en 1857 y asumió su lugar el vicario de Comayagua, fray Miguel del Cid quien estaba enemistado con el General Guardiola, por lo que lo excomulgó y se produjo la rebelión, conocida como "La Guerra de los Padres". Más tarde el papa Pio IX levantó la excomunión y nombró como nuevo Obispo de Honduras a Fray Juan de Jesús Zepeda y Zepeda.

#### Tercer año de gobierno
En 1858 se reconoce a las Islas de la Bahía como propiedad del Estado de Honduras.

### Guerra Honduro-Estadounidense (1859)
El 22 de mayo de 1859 Estados Unidos decide invadir Omoa (Hoy municipio de Honduras), más estos son derrotados el 29 de mayo del mismo año, por el General brigadier José Santos Guardiola, apodado por sus compañeros del servicio militar como el "Carnicero".
El contingente militar estadounidense en mayoría ya expertos en invasiones y resto de hombres fuertes (los mejores de esa época) estaba formado por 5,000 efectivos, más el ejército combinado de Honduras y El mismo pueblo con contraje de 3,600 voluntarios (Entre compueblerinos y militares), derrotaron a los estadounidenses durante un período de siete días.

#### Cuarto año de gobierno

Mapa de América Central en 1862, tras la firma del Tratado de Comayagua.

En 1859 Honduras obtenía las Islas de la Bahía y la parte norte de la Mosquitia del Reino Unido, mediante el Tratado de Comayagua realizado entre el doctor Francisco Cruz Castro y el embajador del Reino Unido de la Gran Bretaña Sir Charles Lennox Wyke, conocido como el Tratado Lennox Wyke-Cruz, en el que Inglaterra devuelve a Honduras La Mosquitia y las Islas de la Bahía a cambio de recuperar a Belice.
La Constitución del Estado de Honduras emitida en 1848, dejaba un claro hueco para que el presidente Guardiola Bustillo pudiera reelegirse para un segundo mandato. En el mes de julio de 1859, el general brigadier Jose Santos Guardiola, aparece en ‘La Gaceta Oficial’ edición n.º 55 correspondiente al 10 de julio de 1859, en una Acta de proclamación como candidato oficial a la presidencia de la nación.

### Segundo periodo de Gobierno
Santos Guardiola fue reelegido presidente de Honduras en 1859. Su compañero de fórmula, José María Lazo Guillén, obtuvo 648 votos únicamente. En tal sentido, la comisión se inclinó a favor del empresario Victoriano Castellanos Cortés y lo declaran vicepresidente.

#### Primer año de gobierno
En su primer año de gobierno de su segundo periodo presidencial enfrentó a las tropas del filibustero William Walker.
En abril de 1860 el filibustero Wiliam Walker se enteró del traspaso de las islas de la Bahía que iba a realizar el Reino Unido a Honduras y supo además del descontento de los colonos ingleses de las islas ante la transacción y se propuso auxiliarles. Su plan consistía en intentar asociarse con José Trinidad Cabañas, quien trataba de reasumir el poder en Honduras. De lograrlo podría controlar este país, organizar un ejército y después batir a los ejércitos de Nicaragua y Costa Rica.

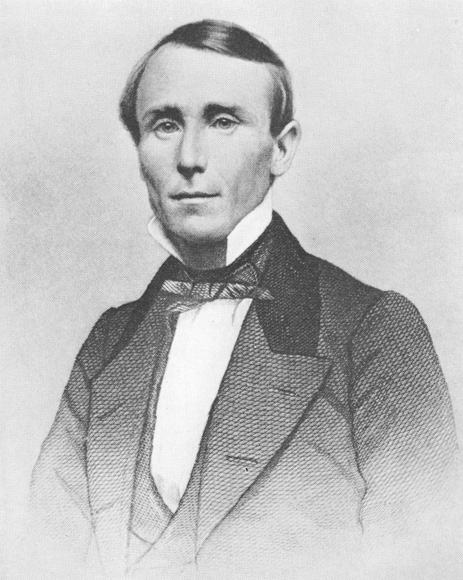
el filibustero William Walker

Walker organizó un viaje a las islas para estudiar el terreno y planear una revuelta, por lo que eligió la isla de Cozumel como una eventual base y regresó con más hombres y bajo la tutela del Presidente James Buchanan de los Estados Unidos de América y una sociedad secreta denominada Central American League con la cual se financiaba una nueva oleada incursora hacia Centroamérica. Walker se dirigió a Charleston, Nashville y Mobile y luego reclutó militares de Nueva Orleans y se dirigió a Honduras.
El 5 de junio de 1860, Walker partió desde Estados Unidos con una tropa de un centenar de hombres desde Mobile en la goleta John E. Taylor y otra embarcación con suministros, el Clifton, que zarpó desde Nueva Orleans. Sin embargo, los británicos, que estaban al tanto de los planes, interceptaron el Clifton en Belice y posteriormente recomendaron al gobierno hondureño demorar el traspaso de las islas, para entorpecer las intenciones de los filibusteros. Finalmente, los estadounidenses se reunieron en Roatán el 27 de julio. Walker fue asediado por barcos británicos y resolvió atacar la fortaleza localizada en el puerto de Trujillo. Empero, los residentes estaban alertados de los movimientos.
En la noche del 5 de agosto de 1860, noventa y un filibusteros llegaron a una bahía a 3 km de Trujillo. Al amanecer del 6 de agosto, Walker y el coronel Thomas Henry encabezaron la toma de la fortaleza. Una vez allí declaró la ciudad como puerto libre, con el propósito de dañar la economía hondureña al interrumpir la recaudación de aranceles, pero la maniobra fue inútil, pues todos los tributos percibidos en este lugar serían traspasados a los británicos para pagar una antigua deuda.
El Presidente en funciones General José Santos Guardiola da la orden comisionando al General Mariano Álvarez comandante de las milicias para perseguirlo y expulsar nuevamente al invasor, movilizándose 400 hombres a pie y 220 más en la goleta nacional “Correo Nacional” bajo la protección del cañonero Británico “Icarus” comandado por el Capitán Nowel Salmon quienes frente a la barra del río Tinto y Negro rodearon al filibustero, quien es capturado el 3 de septiembre de 1860 y fusilado a las 8.00 a. m. del 12 de septiembre de 1860.
Walker intentó contactarse con José Trinidad Cabañas por medio de Thomas Henry, pero este emisario se involucró en una reyerta antes de reportarse a su regreso y murió dos semanas después sin revelar alguna noticia. El 19 de agosto el barco británico Icarus, dirigido por el coronel Norvell Salmon, arribó cerca de Trujillo y desde allí fue enviada una nota a Walker reclamándole la rendición, con la garantía de hacerlo ante las autoridades británicas, puesto que la presencia de los filibusteros entorpecía la devolución de las Islas de la Bahía. Después de un intercambio de notas, el filibustero, con otros 65 hombres, emprendió la huida para buscar a Cabañas.
En la travesía fueron perseguidos por las tropas hondureñas. Al arribar cerca de río Tinto, la cuadrilla estaba reducida a 31 hombres, entre ellos se encontraba Walker herido y sumido en fiebre, siendo al fin avistado por Salmon el 3 de septiembre. El oficial demandó nuevamente la rendición del filibustero. Al producirse esta, Walker fue encerrado en la fortaleza del poblado, donde se esperó las instrucciones desde Tegucigalpa, tras lo cual fue condenado a muerte.
A las 8:00 de la mañana del 12 de septiembre de 1860, William Walker fue llevado al paredón frente a un pelotón  de fusilamiento en las cercanías de Trujillo. En esta ciudad, en el departamento de Colón y frente a Fortaleza de Santa Bárbara un antiguo cuartel español, se encuentran dos lápidas de mármol en las cuales reza que se encuentran los restos mortales del filibustero.

#### Segundo año de gobierno
En su segundo año de gobierno emitió un 31 de julio de 1861 un Decreto para la creación y organización de un Hospital en Honduras, que sería el que hoy conocemos como Hospital General San Felipe. Además se aprobó un presupuesto de 2,740.00 Pesos para su funcionamiento y mantenimiento, como el nombramiento de un primer director, recayendo el cargo en el Licenciado Hipólito Martínez.

### Guerra de los padres
En 1860 el vicario del Cid asentado en La Paz, convocó al pueblo en una “Pastoral contra el Gobierno hondureño” de sus retóricas se formularon cargos y delitos además de la proliferación de la francmasonería y la política, por los cuales alborotaba a la población, en fecha 26 de diciembre de 1860 el vicario del Cid situado en San Antonio, excomulgo al presidente de turno General José Santos Guardiola acto que replicó el gobierno en fecha 5 de enero de 1861 ordenando la expulsión del territorio nacional del vicario Miguel del Cid y según Decreto gubernamental las propiedades que pertenecían a este fueron confiscadas y rematadas, lo mismo se hizo con las propiedades del cura Néstor Graú (Grand), quedando como suplente Fray José Nicolás Irías Midence, que había regresado de su exilio.
Desde el mes de mayo de 1861, el gobierno hondureño estaba alerta de las posibles incursiones invasoras, es por ello que se reforzó el personal militar en los puertos Puerto Cortés, Omoa, La Ceiba, Trujillo y otros sitios de desembarque como Los Amates, Los Luises, etc. dándose también aviso a los gobernadores de Choluteca Lorenzo Romero y al de Tegucigalpa que estaba bajo el mando de Pedro Xatruch, para librar un eventual ataque.
Del Cid, al saber de las órdenes gubernamentales procedió a mover a varios de sus allegados para realizar protestas y marchas en contra del gobierno, primeramente se organizaron en la ciudad de Nacaome, un buen grupo de civiles al mando del presbítero Yanuario Reyes quienes efectuaron movimientos hostiles, saqueo y vandalismo, que al querer ser desmontado por las fuerzas gubernamentales, los rebeldes se atrincheraron en la Iglesia de la localidad, ocasionando una pequeña batalla.
El 21 de noviembre de 1861, el presidente Guardiola, envía orden al Ministro de Relaciones Exteriores y que este notificará al Gobernador Político de Choluteca Lorenzo Romero, para que se instruyera mediante el Juzgado de Primera Instancia de este Departamento, la captura de José María Lazo Guillén -exvicepresidente- a quien se le había decretado Auto de Formal Prisión e incoaba causa, por el delito de Injurias Gravez inferidas al Gobierno de Honduras. Esto aumentaba más, la poca simpatía del pueblo y oposición contra Guardiola.

#### Tercer año de gobierno
En enero de 1862 finaliza su gobierno debido a su asesinato, cuyas causas todavía siguen siendo un misterio.

#### Su Asesinato
El magnicidio hacia el Presidente de Honduras, General Brigadier José Santos Guardiola Bustillo, sucedido en la ciudad de Comayagua capital del estado de Honduras.
Hechos:
- El 10 de enero de 1862, Cesareo Aparicio de nacionalidad salvadoreña y perfil desconocido se encuentra en Comayagua libremente, ese día dispara su arma de fuego contra el Coronel Hipólito Zafra Valladares, quien se ejercía de Jefe de la Guardia Presidencial de Guardiola, la herida es de muerte y enseguida es trasladado a recibir auxilio médico; al tener conocimiento del hecho le sustituye, como nuevo jefe de la guardia de Casa Presidencial el Mayor de plaza Pablo Agurcia,[17] quien para disimular los sucesos ordena una investigación y se dispone a sustituir la guardia de turno, por hombres leales a su nefasto plan. De este movimiento de personal desconfió la costurera presidencial señora Aniceta Lemus, ella lo expreso a otras personas pero no fue escuchada debidamente.
- 11 de enero de 1862. 5:00 a. m. tocan a las puertas de Casa Presidencial, y se escuchan algunas voces que mencionaban que algo sucedía dentro del edificio; El presidente Guardiola Bustillo se encontraba en su habitación, acostado en su cama junto a su esposa doña Ana Arbizú, son despertados por el tumulto; Guardiola en ropa interior se levanta de la cama y se dispone a ir a averiguar que sucede, su esposa le mencionó que no salga, el valiente General no hizo caso de la prevención de su esposa y procedió a abrir la puerta, viéndose de frente con su asesino Cesareo Aparicio quien al verle disparó el arma de fuego tipo carabina que portaba sobre el mandatario, la herida de la bala fue en el abdomen, Guardiola sentía que desfallecía pero tuvo aún fuerzas suficientes para arrebatar la bayoneta del arma de su atacante, para defenderse de un segundo disparo, pero fue en vano ya que cayó al suelo, la menor hija del presidente, de nombre Genoveva Guardiola fue en auxilio de su padre lloriqueando, mientras Aparicio intento rematar al General; pero no lo hace.. de los labios de Guardiola escapa unas últimas palabras… “Basta ya, no es necesario”... y Aparicio ve cómo el General Brigadier desfallece en brazos de su hija y muere, rápidamente él y los demás hechores se dan a la fuga. Los responsables después, fueron capturados por el General Casto José Alvarado, el senador José Francisco Montes Fonseca, Rafael Padilla y Teodoro Aguiluz, al ser presentados ante el presidente provisional general José María Medina, este ordenó que un Tribunal conociera del caso, siendo sentenciados y condenados a la Pena capital mediante ejecución de fusilamiento en la plaza de Comayagua en febrero de 1862.[18]

Actores intelectos:
- Mayor Pablo de Jesús Agurcia Midence, Comandante de armas de Comayagua.
- José Wenceslao Agurcia Midence,
- Juan Antonio Pantoja,
- Miguel Juanes,
- Nicolás Romero,
- Pedro Amador.
- Justo Torres (presidiario con antecedentes),
- Actor hechor: Cesareo Aparicio, de nacionalidad salvadoreña.

Posibles causas:
Una de las causas, tal vez fue, la llamada "Guerra de los Padres" ya que un año antes el presidente fue excomulgado por el Obispo, que a su vez había excitado a la población para que realizara revueltas y protestas contra el presidente, motivo por el cual Guardiola decidió y ordenó expulsar del país al obispo de Honduras. En 1860 sucedió La Guerra de los Padres, entre el gobierno, el pueblo y varios feligreses alentados por sacerdotes rebeldes. Se menciona también que fue mandado eliminar por el gobierno salvadoreño para lo cual planearon el atentado. En sí, las causas formulan varias hipótesis que aún no están resueltas.
Otra posible causa es la recuperación de las Islas de la Bahía y la Mosquitia del Reino Unido, después del tratado Wyke-Cruz, se dice que pudo haber dinero de por medio de ultramar.
Guardiola Bustillo, Ha sido el único mandatario hondureño en ser asesinado mientras ocupaba la Jefatura del país, el senador José María Medina ocupó la presidencia brevemente y se la entregó al senador José Francisco Montes Fonseca, por un corto espacio de tiempo, mientras el vicepresidente señor Victoriano Castellanos Cortés tomaba posesión legítimamente y constitucionalmente el cargo en la Villa de Guarita.